# Jeunesse Esch
Jeunesse Esch (offiziell: Association Sportive la Jeunesse d’Esch/Alzette) ist ein luxemburgischer Fußballverein aus Esch an der Alzette. Der Verein ist mit 28 Meistertiteln Rekordmeister Luxemburgs. Den Luxemburgischen Pokal gewann der Verein bislang 13 Mal, zuletzt 2013.

## Geschichte
Der Verein wurde 1907 als Jeunesse la Frontière d’Esch gegründet. 1918 erhielt der Club seinen jetzigen Namen. 1921 errang der Club die erste Meisterschaft. Zwischen 1939 und 1944 hieß der Verein  Schwarz-Weiß 07 Esch.
In den Jahren 1941 bis 1944 spielte der Verein in der Gauliga Moselland und wurde in der Saison 1943/44 Staffelsieger. Die Teilnahme an der deutschen Endrunde verpasste man allerdings, da man dem Sieger der Staffel Ost, TuS Neuendorf, nach einem 4:1-Hinspielsieg im Rückspiel mit 0:8 unterlag.
Die größten internationalen Erfolge gelangen im Europapokal der Landesmeister 1959 mit einem 5:0 im ersten Vorrundenspiel gegen LKS Lodz und am 19. September 1973 mit einem 1:1-Heimunentschieden in der ersten Runde gegen den FC Liverpool, dem amtierenden englischen Meister und UEFA-Pokal Sieger; das Rückspiel verlor Esch mit 0:2.
In den Jahren 1968, 1969 und 1986 wurde Jeunesse Esch zur luxemburgischen Mannschaft des Jahres gewählt.

## Erfolge
- Luxemburgischer Meister (28): 1920/21, 1936/37, 1950/51, 1953/54, 1957/58, 1958/59, 1959/60, 1962/63, 1966/67, 1967/68, 1969/70, 1972/73, 1973/74, 1974/75, 1975/76, 1976/77, 1979/80, 1982/83, 1984/85, 1986/87, 1987/88, 1994/95, 1995/96, 1996/97, 1997/98, 1998/99, 2003/04, 2009/10
- Luxemburgischer Pokalsieger (13): 1934/35, 1936/37, 1945/46, 1953/54, 1972/73, 1973/74, 1975/76, 1980/81, 1987/88, 1996/97, 1998/99, 1999/2000, 2012/13

## Europapokalbilanz
| Saison    | Wettbewerb                    | Runde                  | Gegner                | Gesamt    | Hin             | Rück    |
| --------- | ----------------------------- | ---------------------- | --------------------- | --------- | --------------- | ------- |
| 1958/59   | Europapokal der Landesmeister | Vorrunde               | IFK Göteborg          | 3:7       | 1:2 (A)         | 1:0 (H) |
| 1958/59   | Europapokal der Landesmeister | Vorrunde               | IFK Göteborg          | 3:7       | 1:5 in Göteborg |         |
| 1959/60   | Europapokal der Landesmeister | Vorrunde               | Łódzki KS             | 6:2       | 5:0 (H)         | 1:2 (A) |
| 1959/60   | Europapokal der Landesmeister | 1. Runde               | Real Madrid           | 02:12     | 0:7 (A)         | 2:5 (H) |
| 1960/61   | Europapokal der Landesmeister | Vorrunde               | Stade Reims           | 01:11     | 1:6 (A)         | 0:5 (H) |
| 1963/64   | Europapokal der Landesmeister | Vorrunde               | Haka Valkeakoski      | 5:4       | 1:4 (A)         | 4:0 (H) |
| 1963/64   | Europapokal der Landesmeister | 1. Runde               | FK Partizan Belgrad   | 4:7       | 2:1 (H)         | 2:6 (A) |
| 1967/68   | Europapokal der Landesmeister | 1. Runde               | Valur Reykjavík       | (a)4:4(a) | 1:1 (A)         | 3:3 (H) |
| 1968/69   | Europapokal der Landesmeister | 1. Runde               | AEK Athen             | 3:5       | 0:3 (A)         | 3:2 (H) |
| 1969/70   | Messestädte-Pokal             | 1. Runde               | Coleraine FC          | 3:6       | 3:2 (H)         | 0:4 (A) |
| 1970/71   | Europapokal der Landesmeister | 1. Runde               | Panathinaikos Athen   | 1:7       | 1:2 (H)         | 0:5 (A) |
| 1973/74   | Europapokal der Landesmeister | 1. Runde               | FC Liverpool          | 1:3       | 1:1 (H)         | 0:2 (A) |
| 1974/75   | Europapokal der Landesmeister | 1. Runde               | Fenerbahçe Istanbul   | 2:5       | 2:3 (H)         | 0:2 (A) |
| 1975/76   | Europapokal der Landesmeister | 1. Runde               | FC Bayern München     | 1:8       | 0:5 (H)         | 1:3 (A) |
| 1976/77   | Europapokal der Landesmeister | 1. Runde               | Ferencváros Budapest  | 03:11     | 1:5 (A)         | 2:6 (H) |
| 1977/78   | Europapokal der Landesmeister | 1. Runde               | Celtic Glasgow        | 01:11     | 0:5 (A)         | 1:6 (H) |
| 1978/79   | UEFA-Pokal                    | 1. Runde               | FC Lausanne-Sport     | 0:2       | 0:0 (H)         | 0:2 (A) |
| 1980/81   | Europapokal der Landesmeister | 1. Runde               | Spartak Moskau        | 0:9       | 0:5 (H)         | 0:4 (A) |
| 1981/82   | Europapokal der Pokalsieger   | 1. Runde               | Velež Mostar          | 2:7       | 1:1 (H)         | 1:6 (A) |
| 1983/84   | Europapokal der Landesmeister | 1. Runde               | BFC Dynamo            | 1:6       | 1:4 (A)         | 0:2 (H) |
| 1985/86   | Europapokal der Landesmeister | 1. Runde               | Juventus Turin        | 1:9       | 0:5 (H)         | 1:4 (A) |
| 1986/87   | UEFA-Pokal                    | 1. Runde               | KAA Gent              | 2:3       | 1:2 (H)         | 1:1 (A) |
| 1987/88   | Europapokal der Landesmeister | 1. Runde               | Aarhus GF             | 2:4       | 1:4 (A)         | 1:0 (H) |
| 1988/89   | Europapokal der Landesmeister | 1. Runde               | Górnik Zabrze         | 1:7       | 0:3 (A)         | 1:4 (H) |
| 1989/90   | UEFA-Pokal                    | 1. Runde               | FC Sochaux            | 00:12     | 0:7 (A)         | 0:5 (H) |
| 1991/92   | Europapokal der Pokalsieger   | 1. Runde               | IFK Norrköping        | 1:6       | 0:4 (A)         | 1:2 (H) |
| 1995/96   | UEFA-Pokal                    | Vorrunde               | FC Lugano             | 0:4       | 0:0 (H)         | 0:4 (A) |
| 1996/97   | UEFA-Pokal                    | Vorrunde               | KP Legia Warschau     | 2:7       | 2:4 (H)         | 0:3 (A) |
| 1997/98   | UEFA Champions League         | 1. Qualifikationsrunde | FC Sion               | 0:5       | 0:4 (A)         | 0:1 (H) |
| 1998/99   | UEFA Champions League         | 1. Qualifikationsrunde | Grasshopper Zürich    | 0:8       | 0:6 (A)         | 0:2 (H) |
| 1999/2000 | UEFA Champions League         | 1. Qualifikationsrunde | Skonto Riga           | 00:10     | 0:2 (H)         | 0:8 (A) |
| 2000/01   | UEFA-Pokal                    | Vorrunde               | Celtic Glasgow        | 00:11     | 0:4 (H)         | 0:7 (A) |
| 2004/05   | UEFA Champions League         | 1. Qualifikationsrunde | Sheriff Tiraspol      | 1:2       | 0:2 (A)         | 1:0 (H) |
| 2006/07   | UEFA-Pokal                    | 1. Qualifikationsrunde | Skonto Riga           | 0:5       | 0:2 (H)         | 0:3 (A) |
| 2010/11   | UEFA Champions League         | 2. Qualifikationsrunde | AIK Solna             | 0:1       | 0:1 (A)         | 0:0 (H) |
| 2012/13   | UEFA Europa League            | 1. Qualifikationsrunde | NK Olimpija Ljubljana | 0:6       | 0:3 (A)         | 0:3 (H) |
| 2013/14   | UEFA Europa League            | 1. Qualifikationsrunde | Turku PS              | 3:2       | 2:0 (H)         | 1:2 (A) |
| 2013/14   | UEFA Europa League            | 2. Qualifikationsrunde | FK Ventspils          | 1:5       | 0:1 (A)         | 1:4 (H) |
| 2014/15   | UEFA Europa League            | 1. Qualifikationsrunde | Dundalk FC            | 1:5       | 0:2 (H)         | 1:3 (A) |
| 2016/17   | UEFA Europa League            | 1. Qualifikationsrunde | St Patrick’s Athletic | (a)2:2(a) | 0:1 (A)         | 2:1 (H) |
| 2019/20   | UEFA Europa League            | 1. Qualifikationsrunde | Tobyl Qostanai        | (a)1:1(a) | 0:0 (H)         | 1:1 (A) |
| 2019/20   | UEFA Europa League            | 2. Qualifikationsrunde | Vitória Guimarães     | 0:5       | 0:1 (H)         | 0:4 (A) |

Legende: (H) – Heimspiel, (A) – Auswärtsspiel, (N) – neutraler Platz, (a) – Auswärtstorregel, (i. E.) – im Elfmeterschießen, (n. V.) – nach Verlängerung

### Gesamtbilanz
| Wettbewerb                  | Sp. | S  | U  | N  | T+ | T-  |
| --------------------------- | --- | -- | -- | -- | -- | --- |
| UEFA Champions League       | 49  | 7  | 4  | 38 | 43 | 158 |
| Europapokal der Pokalsieger | 04  | 0  | 1  | 03 | 03 | 013 |
| Messepokal                  | 02  | 1  | 0  | 01 | 03 | 06  |
| UEFA-Pokal / Europa League  | 28  | 2  | 5  | 21 | 12 | 070 |
| Gesamt                      | 83  | 10 | 10 | 63 | 61 | 247 |

Stand: 24. Mai 2022

## Jugend
Seit Jahren setzt der luxemburgische Rekordmeister auf die Jugend. Dies bestätigt auch der niedrige Altersdurchschnitt in der ersten Mannschaft.
Die Jugendmannschaften gehören in ihren Altersklassen jeweils zu den besten Mannschaften Luxemburgs. Etwas erfahrenere Spieler fehlen jedoch der 1. Mannschaft.
Den Scolaires-Spielern der Saison 2006/07 gelang es zum ersten Mal in der Geschichte von der Jeunesse Esch das Double zu holen.

## Trainer
| Amtszeit  | Nat.         | Trainer                                                                                   |
| --------- | ------------ | ----------------------------------------------------------------------------------------- |
| 1909–1910 | –            | Willy Kühmeier                                                                            |
| –         | –            | –                                                                                         |
| 1922–1925 | –            | G. Rothenberger                                                                           |
| 1926–1929 | –            | Tiny Langers                                                                              |
| –         | –            | –                                                                                         |
| 1933–1935 | –            | Neureuther                                                                                |
| 1935–1938 | –            | Gust. Wieser                                                                              |
| 1938–1940 | –            | Maximilian Gold                                                                           |
| –         | –            | –                                                                                         |
| 1945–1946 | –            | JP Hoscheid                                                                               |
| 1946–1947 | –            | Franz Fehervary                                                                           |
| 1947–1949 | –            | Jules Scharry                                                                             |
| 1949–1952 | –            | Nandor Lengyel                                                                            |
| 1952–1954 | –            | Lutt Steinbauer                                                                           |
| 1954–1955 | –            | Vic. Schlentz / anschließend Pierre Mousel                                                |
| 1955–1956 | –            | Pierre Mousel / anschließend Vic. Schlentz / anschließend René Pascucci                   |
| 1956–1957 | –            | Franz Fehervary                                                                           |
| 1957–1958 | Luxemburg    | René Pascucci                                                                             |
| 1958–1961 | England      | George Berry                                                                              |
| 1961–1962 | Osterreich   | Walter Presch                                                                             |
| 1962–1963 | Luxemburg    | Jean-Pierre Hoscheid                                                                      |
| 1963–1965 | Belgien      | Félix Déculot                                                                             |
| 1965–1966 | Luxemburg    | René Pascucci                                                                             |
| 1966–1968 | Luxemburg    | Louis Goussot                                                                             |
| 1968–1972 | Frankreich   | Gilbert Legrand                                                                           |
| 1972–1974 | Osterreich   | Willy Macho                                                                               |
| 1974–1975 | Luxemburg    | Willy Macho / René Pascucci                                                               |
| 1975–1978 | Ungarn       | Lajos Subits                                                                              |
| 1978–1979 | –            | Jules Nagy / anschließend Vic. Flammang / Norbert Reiland                                 |
| 1979–1984 | Luxemburg    | Jean Kremer                                                                               |
| 1984–1988 | Frankreich   | Alex Pecqueur                                                                             |
| 1988–1990 | Luxemburg    | Norbert Müller / anschließend Raymond Ruffini                                             |
| 1990–1992 | Luxemburg    | Vinicio Monacelli / anschließend Raymond Ruffini                                          |
| 1992–1995 | Luxemburg    | Jean-Pierre Barboni                                                                       |
| 1995–1998 | Frankreich   | Alex Pecqueur                                                                             |
| 1998–1999 | Luxemburg    | Maurice Spitoni / anschließend Alex Pecqueur                                              |
| 1999–2000 | Frankreich   | Eric Brusco / Romeo Codello                                                               |
| 2000–2002 | Luxemburg    | Jean-Pierre Barboni / Romeo Codello                                                       |
| 2002–2003 | Luxemburg    | Théo Scholten / Romeo Codello                                                             |
| 2003–2004 | Frankreich   | Michel Leflochmoan / Romeo Codello                                                        |
| 2004–2005 | Deutschland  | Roger Lutz / Romeo Codello                                                                |
| 2005–2006 | Deutschland  | Harald Kohr / Romeo Codello                                                               |
| 2006–2007 | Luxemburg    | Romeo Codello / anschließend W. Korycki / anschließend V.Monacelli                        |
| 2007–2010 | Luxemburg    | Jacques Müller / Daniel Ferrassini                                                        |
| 2010–2011 | –            | Fernando Gutierrez / Yves Divoy / anschließend V. Monacelli / R. Hoffmann                 |
| 2011–2012 | Belgien      | Sébastian Grandjean / R. Hoffmann                                                         |
| 2012–2013 | Belgien      | Sébastien Grandjean / Lionel Zanini / anschließend Lionel Zanini / anschließend Dan Theis |
| 2013–2015 | Luxemburg    | Dan Theis / Fernand Braun                                                                 |
| 2015–2017 | Luxemburg    | Carlo Weis / Greg Molitor / anschließend Marc Thomé / Denis Pfeiffer                      |
| 2017–2019 | Luxemburg    | Marc Thomé / Denis Pfeiffer / anschließend Sébastien Grandjean / Dinis De Sousa           |
| 2019      | Frankreich   | Nicolas Huysman / Hugo Cabouret                                                           |
| 2020      | Frankreich   | Noël Tosi                                                                                 |
| 2020      | Deutschland  | Marcus Weiss                                                                              |
| 2020–2021 | Griechenland | Giorgos Petrakis                                                                          |
| 2021–2022 | Luxemburg    | Jeff Strasser                                                                             |
| 2022      | Luxemburg    | Henri Bossi                                                                               |
| 2022–2023 | Portugal     | Pedro Resende                                                                             |
| 2023      | Luxemburg    | Marc Thomé                                                                                |
| 2023–0000 | Frankreich   | Arnaud Bordi                                                                              |

## Spieler und Präsidenten
- Manuel Cardoni, ehemaliger Bundesligaprofi von Bayer 04 Leverkusen und auch ehemaliger luxemburgischer Nationalspieler, bestritt für Jeunesse 261 Spiele und schoss 60 Tore von 1992/93–2005/2006
- Dan Theis, luxemburgischer Nationalspieler, bestritt für Jeunesse 279 Spiele und schoss 122 Tore von 1986/87–1998/99
- René Hoffmann, luxemburgischer Nationaltorwart, bestritt für Jeunesse 341 Spiele und schoss 1 Tor von  1959/60–1978/79
- Antoine Kohn, späterer luxemburgischer Nationalspieler und ehemaliger deutscher, Schweizer und niederländischer Erstligaspieler, bestritt für Jeunesse 81 Spiele und schoss 34 Tore von 1949/50–1953/54
- Cyrille Pouget, ehemaliger französischer Erstligaspieler u. a. bei Paris Saint-Germain und Olympique Marseille. Beteiligte sich an drei Spielen auch für Frankreichs A-Nationalmannschaft, bestritt 53 Spiele und schoss 25 Tore von 2003/04–2005/06 für Jeunesse
- Théo Scholten, luxemburgischer Nationalspieler, bestritt für Jeunesse 99 Spiele und schoss 53 Tore von 1986/87 bis 1989/90
- Denis Scuto, luxemburgischer Nationalspieler und Historiker, bestritt für Jeunesse 424 Spiele und schoss 53 Tore von 1981/82 bis 2001/02
- Jean Wagner, luxemburgischer Nationalspieler, bestritt für Jeunesse 324 Spiele und schoss ein Tor von 1989/90 bis 2004/05
- Jean Cazzaro, Präsident des Vereins von 2004 bis 2020
- Manthos Poulinakis, griechischer Geschäftsmann und Präsident von 2020 bis 2022
- Marc Theisen, früherer COSL-Präsident, Präsident des Vereins seit 2022[8][9]

## Stadion

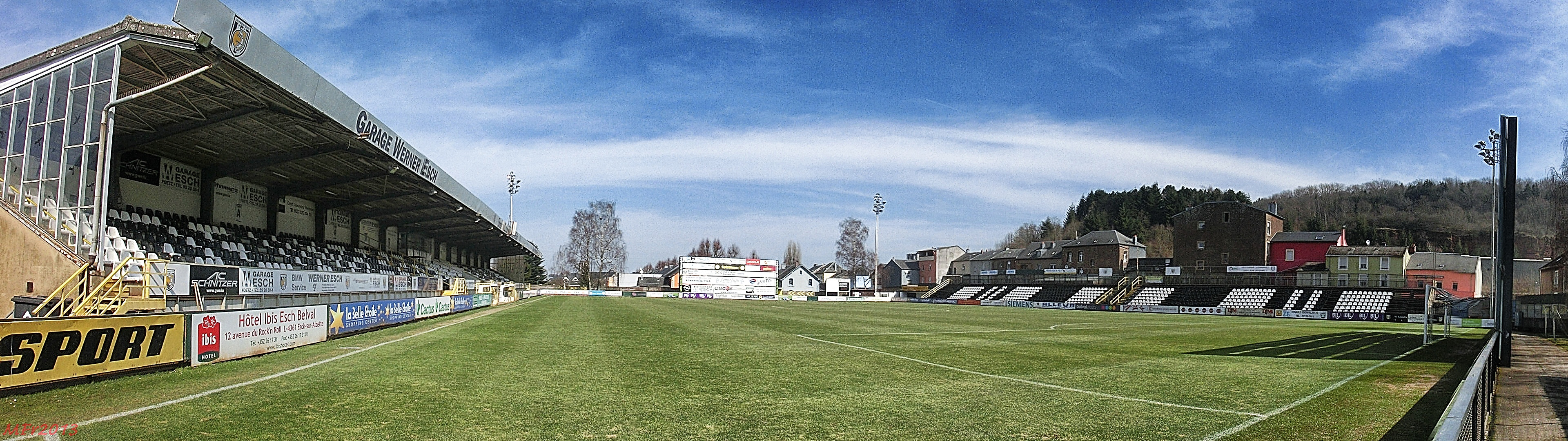
Innenansicht des Stadions Op der Grenz in Esch an der Alzette

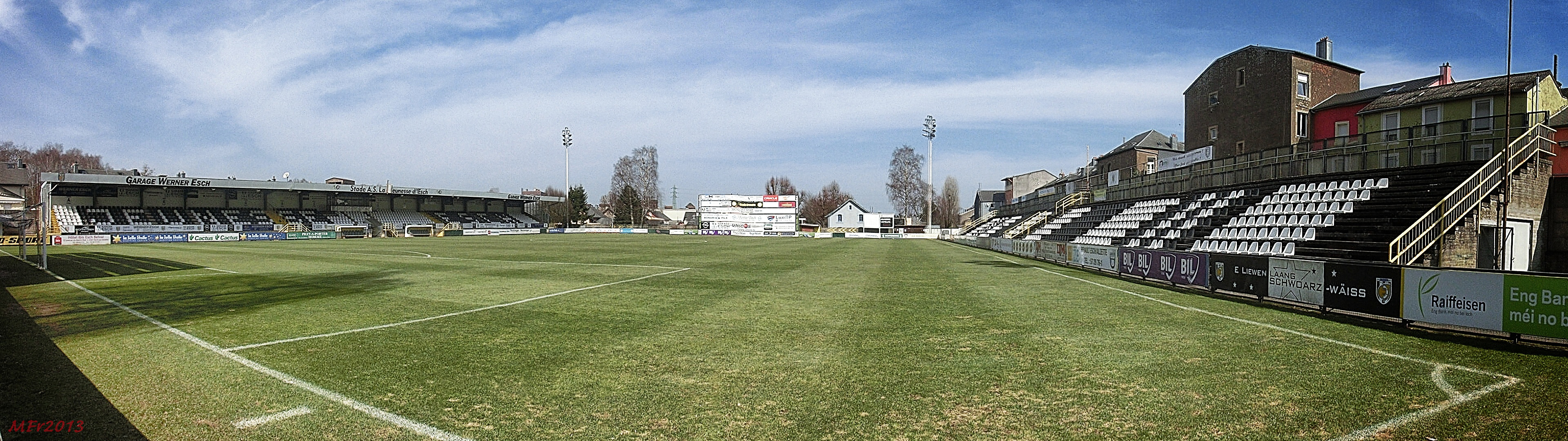
Blick auf die Haupttribüne Op der Grenz in Esch an der Alzette

Das Stadion „Op der Grenz“, das 1920 gebaut wurde, gilt als eines der schönsten und meistbesuchten Stadien Luxemburgs und fasst 5400 Zuschauer. Nahe am Stadion liegen drei verschiedene Trainingsplätze für Jugendmannschaften und für die erste Mannschaft.

## Jeunesse Esch – E Stoakt Stéck Minett
Anlässlich des 100-jährigen Jubiläums des Vereins wurde ein Dokumentarfilm über die Geschichte des Traditionsklubs realisiert und hat eine Dauer von 52 Minuten. Regisseurin dieses Filmes ist Julie Schroell.